# Gruffydd ap Rhydderch
Gruffydd ap Rhydderch (... – 1055) fu re del Gwent e di parte del Morgannwg (nel Galles del sud) e poi del Deheubarth. Era figlio di Rhydderch ab Iestyn, che era riuscito a dominare sul Deheubarth dal 1023 al 1033.
Quando era già sovrano di parte del Morgannwg, Gruffydd si trovò coinvolto nelle questioni del Deheubarth, che nel 1044 era stato strappato a Hywel ab Edwin da Gruffydd ap Llywelyn (sovrano del Gwynedd). Gruffydd espulse il sovrano del Gwynedd nel 1045 e così aggiunse il Deheubarth ai suoi possedimenti. Dopo aver resistito ai raid dei danesi, nel 1055 Gruffydd ap Llywelyn uccise Gruffydd ap Rhydderch in battaglia e riconquistò il Deheubarth.
Il figlio Caradog ap Gruffydd cercò a sua volta di emulare le gesta del padre e del nonno, e, quindi, di riconquistare il controllo del Deheubarth ma fu ucciso nella battaglia di Mynydd Carn.